# 杨戟
杨戟（1961年6月—），男，江苏靖江人，中国天文学家，中国科学院紫金山天文台原台长、研究员，博士生导师，兼中国科学技术大学天文与空间科学学院院长。